# Sphenomorphus consobrinus
Sphenomorphus consobrinus — вид сцинкоподібних ящірок родини сцинкових (Scincidae). Ендемік Індонезії.

## Поширення і екологія
Sphenomorphus consobrinus мешкають на островах Моротай, Хальмахера, Бачан і Обі в групі Молуккських островів. Вони живуть в первинних і вторинних вологих тропічних лісах, серед опалого листя.